# Триединое королевство

Герб Триединого королевства.

Триединое королевство (хорв. Trojedna kraljevina) было хорватским государственным образованием в Австро-Венгерской империи, объединявшем территории собственно Хорватии, Славонии и Далмации) и состоявшем из Королевства Хорватия, Королевства Славония (объединённых в Королевство Хорватия и Славония) и Королевства Далмация, объединённых личной унией под хорватской короной, которая в свою очередь находилась в личной унии с венгерской короной и входила в Земли короны Святого Иштвана.

## История
До 1848 года хорваты выдвигали требования на территории, оспариваемые как венграми, так и венским гофкригсратом (придворным военным советом Австрийской империи). Во время революций 1848 года хорватские националисты предложили создать независимое Триединое королевство, которое стало бы хорватским культурным и политическим союзом. Политические представители Хорватии отстаивали идею империи и требовали объединения трёх королевств..
После австро-венгерского соглашения 1867 года и венгерско-хорватского соглашения 1868 года венгерские претензии на Славонию и австрийские на военную границу были прекращены, однако был сохранён статус Далмации как относящейся к австрийской части империи. Несмотря на это, статья 1 венгерско-хорватского соглашения 1868 года определила территорию, известную как «Земли короны Святого Иштвана», как «государственный союз Королевства Венгрии и Королевств Далмации, Хорватии и Славонии».
В 1874 году Иван Кукулевич-Сакцинский в своей работе «Codex diplomaticus» опубликовал архивные документы, в которых говорится о Королевстве Хорватии, Далмации и Славонии:
- «Privilegia Regnorum Croatiae, Dalmatiae et Slavoniae», датирован 1377 годом;
- «Protocolla Congregationis generalis Regnorum Croatiae, Dalmatiae et Slavoniae», датирован 1557 годом;
- «Acta Congregationum Regni», датирован 1562 годом;
- «Transumpta documentorum iura Croatica tangentium», датирован 1249 годом.

К концу XIX века признание Триединого Королевства было главной целью хорватской Независимой народной партии и Народной партии Далмации.